# Claudio Martín Barco
Claudio Martín Barco-Huertas va ser un militar i carrabiner espanyol.

## Biografia
Oficial del Cos de Carrabiners, després de l'esclat de la Guerra civil es va mantenir fidel a la República.
En els primers mesos de la contesa va estar al capdavant de milícies al front d'Astúries. Posteriorment va arribar a manar la 4a Divisió asturiana —que, amb el temps, seria canviada de nom com a 62a Divisió. Després del col·lapse del front del Nord va tornar a la zona centro republicana, on va exercir diversos comandaments. Aconseguiria el rang de tinent coronel. Al març de 1938 va ser nomenat comandant de l'Agrupació Autònoma de l'Ebre, encarregada de defensar el front del Baix Segre. També va manar breument la 44a Divisió. Poc després seria nomenat comandant del Cos d'Exèrcit «B» —que es convertiria en el XII Cos d'Exèrcit.